# Gurubira violaceomaculatus
Gurubira violaceomaculatus là một loài bọ cánh cứng trong họ Cerambycidae.